# Matte Wetter
Als Matte Wetter wird im Bergbau verdorbene und verbrauchte Atemluft mit einem zu geringen Anteil an Sauerstoff benannt. Matte Wetter enthalten Beimengungen nicht giftiger Gase. Sind die Anteile dieser Gase wie Methan, Wasserstoff, Kohlendioxid und Stickstoff zu hoch, ist die Luft für einen Menschen nicht mehr atembar. Im schlesischen Bergbau wurden die matten Wetter als stickende Wetter oder gewöhnliche böse Wetter bezeichnet. Im schottischen Bergbau nannten sie solche Wetter Chokedamp (Stickdampf).

## Entstehung
Matte Wetter entstehen durch den Verbrauch des in der Atemluft enthaltenen Sauerstoffes. Ein Teil des Sauerstoffes wird durch das Atmen der Bergleute verbraucht. Bei Oxidationsvorgängen mit eisenoxidhaltigen Gesteinsarten wird ein Teil des Sauerstoffes chemisch gebunden. Durch Verbrennungsvorgänge, wie durch den früheren Betrieb der brennenden Grubenlampen, wird ein Teil des Sauerstoffes verbraucht. Durch Fäulnisvorgänge im Untertage vorhandenen Grubenholz wird ein Teil des Sauerstoffes verbraucht. In Steinkohlenbergwerken wird ein Teil des Sauerstoffes durch die Oxidation der Kohle und des darin enthaltenen Schwefelkies verbraucht. Durch die Atmung und durch die Zersetzungsprozesse wird Kohlendioxid gebildet. In schlecht oder gar nicht bewetterten Grubenbauen können sich matte Wetter verstärkt ansammeln. Aufgrund der größeren Dichte von Kohlendioxid sammeln sich diese Gase zuerst im unteren Bereich eines Grubenbaus an. Unterbleibt die Bewetterung für einen längeren Zeitraum, füllt sich der gesamte Grubenbau allmählich mit diesen Gasen. Im Kalibergbau kann es aufgrund von Ansammlungen von Kohlendioxid im Gestein zu gefährlichen CO2-Ausbrüchen kommen. Aber auch durch Schleichwetterströme aus abgedämmten Grubenbauen können bei Ausfall der Sonderbewetterung in bestimmten Grubenbauen matte Wetter entstehen.

## Auswirkungen
Aufgrund der starken Reduzierung des Sauerstoffes brennen offene Grubenlampen zunächst matt und dunkel, später erlischt das Licht ganz. Bei einem Sauerstoffgehalt von 16 Prozent kann ein Mensch noch in diesen Wettern leben. Bei einem niedrigeren Sauerstoffgehalt ist die Luft für den Menschen nicht mehr atembar. Hält sich ein Mensch für längere Zeit in dieser sauerstoffarmen Umgebung auf, kommt es zu Erstickungen. Dies äußert sich zunächst durch eine beschleunigte Atmung, Brustbeklemmungen, Angstzustände, Schweißausbrüche bis hin zum Tod. Durch die Entstehung von matten Wettern kann es auch im modernen Bergbau zu tödlichen Unfällen kommen. So verunglückte im Jahr 1988 ein Wettermann bei der Befahrung einer nicht durchschlägigen Strecke tödlich. Im Jahr 1999 kam ein Schachthauer bei der Befahrung eines mit matten Wettern angereicherten Blindschachtkopfes zu Tode.

## Vorbeugung
Die beste Vorbeugung ist eine gute und ausreichende Bewetterung, so dass sich matte Wetter gar nicht erst in den Grubenbauen ansammeln können. Bergleute dürfen nach einer Betriebsunterbrechung die Grubenbaue, in denen matte Wetter nicht ausgeschlossen werden können, erst nach einer Wettermessung wieder betreten. In Bereichen mit Sonderbewetterung muss die erforderliche Mindestwettermenge durch Wettermessgeräte ständig überwacht werden. Bei Erreichen bestimmter Grenzwerte muss es zu einem optischen und akustischen Warnsignal in der Sicherheitswarte kommen. Bei der Befahrung von Schachtsümpfen ist es, je nach örtlicher Lage, oftmals erforderlich, spezielle Kohlendioxidhandmessgeräte und Sauerstoffmessgeräte mitzuführen, um die Wetter in diesen Grubenbauen zu prüfen. In Kalibergwerken führen die Bergleute spezielle Atemschutzgeräte mit sich, um bei einem Kohlendioxidausbruch aus dem betroffenen Bereich flüchten zu können.